# Генетика

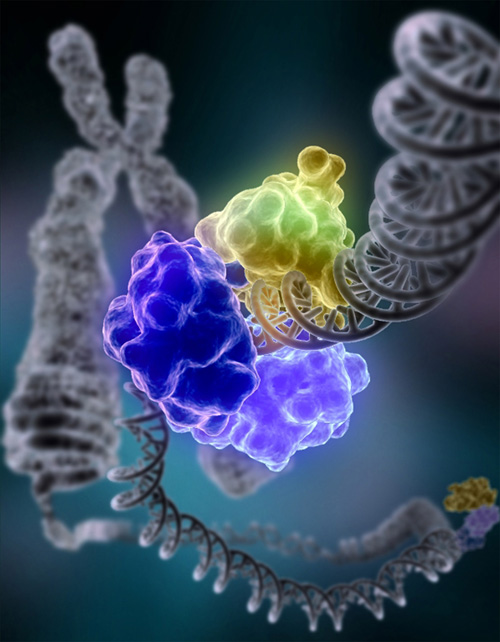
Репарація пошкодженої молекули ДНК у складі хромосоми, тривимірне моделювання

Гене́тика (грец. γεννώ — породжувати) — наука про спадковість і мінливість ознак організмів, методи управління ними та організацію спадкового матеріалу; розділ біології. Через універсальність генетичного коду генетика лежить в основі вивчення всіх форм життя від вірусів до людини.
Генетична інформація — існування в клітинах організмів таких сукупностей генів, які зберігають відомості про послідовність процесів обміну речовин у періоди росту та розмноження, про склад, будову і функції білків та нуклеїнових кислот. Носієм генетичної інформації є нуклеїнові кислоти: ДНК та РНК.

### Походження терміна
Слово «генетика» було уперше запропоновано для того, щоб описати знання про спадковість та мінливість, визначним британським вченим Вільямом Бетсоном в особистому листі до Адама Седжвіка (18 квітня 1905). Уперше Бетсон ужив слово «генетика» публічно на Третій міжнародній конференції з гібридизації рослин (Лондон, Англія) у 1906.

## Завдання
Основним завданням генетики є розроблення методів управління спадковістю та мінливістю з метою отримання необхідних людству форм організмів, регуляції формування їхніх природних і штучних популяцій, вивчення природи генетичних хвороб, розв'язання проблем стійкості природних і штучних популяцій видів.
Генетика становить теоретичний фундамент сучасної біологічної науки.

## Напрямки досліджень
Основні напрямки досліджень:
- Генетика людини
- Генетика рослин
- Генетика тварин
- Генетика мікроорганізмів
- Генетика індивідуального розвитку
- Геноміка
- Молекулярна генетика
- Медична генетика
- Цитогенетика
- Генетика популяцій
- Еволюційна генетика
- Генетична інженерія
- Психогенетика
- Генотерапія та редагування генома.

## Спадковість та мінливість— основи генетики
Початкові знання з генетики пов'язані із такими процесами, як одомашнення та схрещування тварин і рослин ще у прадавні часи. Сьогодні методи генетики — гомозиготний стан (коли обидві копії гена рецесивні, і домінантного гена немає у конкретно взятої особи). Кодомінантність — це така властивість генів, коли обидві риси домінантні одночасно, і обидві риси у цьому випадку будуть присутні у фенотипі.
Фраза «закодувати» досить часто уживається, щоб позначити інформацію, яка міститься у генах, і необхідна для певної структури білка: «гени кодують білки». Найпростіша концепція — «один ген — один поліпептид (один білок)». Але один ген може кодувати і велику кількість різних поліпептидів у залежності від регуляції його транскрипції (альтернативний сплайсинг). Гени кодують нуклеотидну послідовність месенджер-РНК, або мРНК, транспортних РНК (тРНК) та рибосомальних РНК (рРНК). Усі ці види РНК необхідні для синтезу білків.
Гени впливають на зовнішність усіх організмів, у тому числі і людей, а також і на поведінку. На ці характеристики також впливають умови зовнішнього середовища та інші фактори. Ідентичні генетично близнята, які по суті є «клонами» унаслідок раннього поділу ембріону, мають однакову ДНК, але різні риси характеру, різні відбитки пальців тощо. Генетично ідентичні рослини накопичують різні за розміром та насиченістю жирні кислоти в залежності від температури зовнішнього середовища.

## Історія
Зародження генетики можна прослідкувати ще у доісторичні часи. Спостереження над закономірностями успадкування ознак використовувались людиною в лікуванні хвороб. На Вавилонських глиняних плитках указувалися можливі риси при схрещуванні коней. У стародавньому світі рабам не дозволялося народжувати дітей — так сподівалися сприяти поліпшенню спадкових якостей населення своєї країни. Але основи сучасних уявлень про механізми спадковості були закладені тільки у середині 19 століття.

### Роботи Френсіса Гальтона
У 1869 році англійський психолог і антрополог Френсіс Гальтон запропонував вивчити впливи, які можуть поліпшити спадкові якості (здоров'я, розумові здатності, обдарованості) майбутніх поколінь і висловив думку, що шляхом заохочувань та обмежень у створенні шлюбних пар можна покращити біологічні якості людини. Він вперше сформулював принципи євгеніки — вчення про спадкове здоров'я людини та шляхи його поліпшення. Це вчення стало розділом генетики людини, предметом якого є генетичні методи поліпшення спадкових ознак, особливо боротьба зі спадковими захворюваннями. Частина генетиків, як і Гальтон, вважала, що внаслідок тиску мутаційного процесу відбувається біологічне виродження людини (медикаментозна боротьба з інфекційними хворобами послаблюють дію природного добору — виживають і розмножуються особини з дефектними, мутаційними генами — веде до виродження популяції людей). Ці помилкові погляди (генетично хворі люди відтворюють меншу кількість нащадків) привели до висновку, що є групи особин з повноцінними чи неповноцінними генотипами, і в генофонді людства міститься чимало тваринних генів, які знецінюють біологічну природу людини.

### Класична генетика

ДНК

На початку 20 століття роботи Менделя звернули на себе увагу у зв'язку із дослідженнями Карла Корреса, Еріха фон Чермака та Гуго де Фриза у сфері гібридизації рослин. Вони підтвердили основні висновки про незалежне наслідування ознак і про чисельні співвідношення при розщепленні ознак у нащадків.
Невдовзі англійський натураліст Вільям Бетсон запропонував назву нової наукової дисципліни — Генетика. У 1909 році ботанік із Данії Вільгельм Йоганнсен запропонував слово ген.
Важливим доробком є також хромосомна теорія спадковості Томаса Ганта Моргана і його учнів. Ці автори працювали із дрозофілою (Drosophila melanogaster). Вивчення закономірностей зчепленого успадкування дозволило шляхом аналізу результатів схрещування скласти карти розташування генів у «групах зчеплення», а також зіставити групи зчеплення із хромосомами (1910–1913 роки).
У СРСР із 1930-тих до 1960-тих класична генетика вважалась ідеалістичною псевдонаукою, а за істинну генетику приймалися ідеї Т. Д. Лисенка, І. І. Презента, О. Б. Лепешинської, Т. М. Бошьяна та інш. (так звана «мічурінська генетика»).

### Молекулярна генетика

Два ланцюги ДНК тримаються разом завдяки слабким зв'язкам (водневий зв'язок). Залишку цукру (пентози дезоксирибози) у ланцюгах виділені блакитним кольором.

Епоха молекулярної генетики розпочинається у 1940—1950 роках. У той час була доведена роль ДНК у передачі спадкової інформації. Найважливішими кроками стали розшифрування структури ДНК, створення теорії про триплетність генетичного коду, опис механізму біосинтезу білків, відкриття рестріктаз та сиквенс (встановлення послідовності нуклеотидів) ДНК.

### Кампанія боротьби проти генетики в СРСР
У 1948 році керівництвом СРСР було розгорнуто кампанію боротьби проти генетики, яку було оголошено «буржуазною псевдонаукою».
Початок кампанії було покладено на т. зв. серпневій сесії Всесоюзної академії сільськогосподарських наук ім. Лєніна (ВАСГНІЛ), що проходила 31 липня — 7 серпня 1948 року і стала тріумфом «народної агробіології». У доповіді президента ВАСГНІЛ Трохима Лисенка, яку було попередньо схвалено особисто Сталіним, розвінчувався «реакційний вейсманізм-менделізм-морганізм» і завдавався нищівний удар по генетиці, клітинній теорії, фізіології вищої нервової діяльності та інших біологічних дисциплінах. Цей ідеологічний ярлик був пов'язаний з іменами видатних західних вчених Августа Вейсмана, Грегора Менделя та Томаса Моргана.
Після згаданої сесії почався справжній погром у радянській біології та генетиці. Зокрема, в серпні-жовтні 1948 року в Україні пройшли республіканська та обласні наради працівників біологічної, сільськогосподарської і медичної наук за участю практиків-мічурінців. На них різко критикувалися провідні вчені-біологи, зокрема Микола Холодний, Дмитро Третьяков, Микола Гришко, Сергій Гершензон (Київ), Ілля Поляков, Лев Делоне, Євген Фінкельштейн (Харків), Михайло Попов, Роман Чеботарьов (Львів), Дмитро Кальянов (Дніпропетровськ) та ін.[джерело?] Учених змушували зрікатися своїх поглядів і переконань, засуджувати «власні помилки і прорахунки», відмежовуватися від «менделізму-морганізму як прояву ворожої зарубіжної ідеології в біологічній науці…»
У всіх вищих навчальних закладах України було вилучено підручники і навчальні посібники, написані прихильниками генетики. Переглянуто програми з біологічних та інших суміжних наук, знято курси «Генетика з основами селекції», «Динаміка розвитку організму», «Вступ до біології», «Дарвінізм», «Генетика розведення сільськогосподарських тварин».
Лише протягом двох місяців, що минули після серпневої сесії ВАСГНІЛ, у вишах СРСР з роботи звільнено 115 осіб, у тому числі: 10 деканів, 65 завідувачів кафедр і ще 9 професорів, 23 доценти та 8 асистентів.

### Інститути
- Інститут молекулярної біології і генетики
- Інститут фізіології рослин і генетики НАН України
- Інститут клітинної біології та генетичної інженерії НАН України
- Українське товариство генетиків і селекціонерів ім. М. І. Вавилова

### Міжнародні наукові журнали
- (англ.) Nature reviews. Genetics (сайт, Nature Publishing Group)
- (англ.) Nature Genetics (сайт)
- (англ.) Genetics (Oxford University Press)
- (англ.) PLoS Genetics (Public Library of Science)
- (англ.) Trends in Genetics (Cell Press)
- (англ.) Current Opinion in Genetics and Development (Elsevier)
- (англ.) Annual Review of Genetics (Annual Reviews)
- (англ.) Theoretical And Applied Genetics (Springer Science+Business Media)
- (укр.) (англ.) «Цитологія та генетика» [Архівовано 4 жовтня 2006 у Wayback Machine.] (ISSN 0564-3783) публікує статті українською, англійською та російською мовами, за вибором автора, перекладається англійською (ISSN 0095-4527).
- (укр.) Вісник Українського товариства генетиків і селекціонерів[1] ISSN 2415-3680 (Online), ISSN 1810-7834 (Print)
- (укр.) (англ.) (рос.) Міжвідомчий тематичний науковий збірник «Розведення і генетика тварин»[2] ISSN 2312-0223
- (укр.) (рос.) ФІЗІОЛОГІЯ РОСЛИН І ГЕНЕТИКА[3](ISSN 2308-7099)